# Diócesis de Trieste
La diócesis de Trieste (en latín: Dioecesis Tergestina y en italiano: Diocesi di Trieste) es una circunscripción eclesiástica de la Iglesia católica en Italia. Se trata de una diócesis latina, sufragánea del arquidiócesis de Gorizia. Desde el 2 de febrero de 2023 su obispo es Enrico Trevisi.

## Territorio y organización

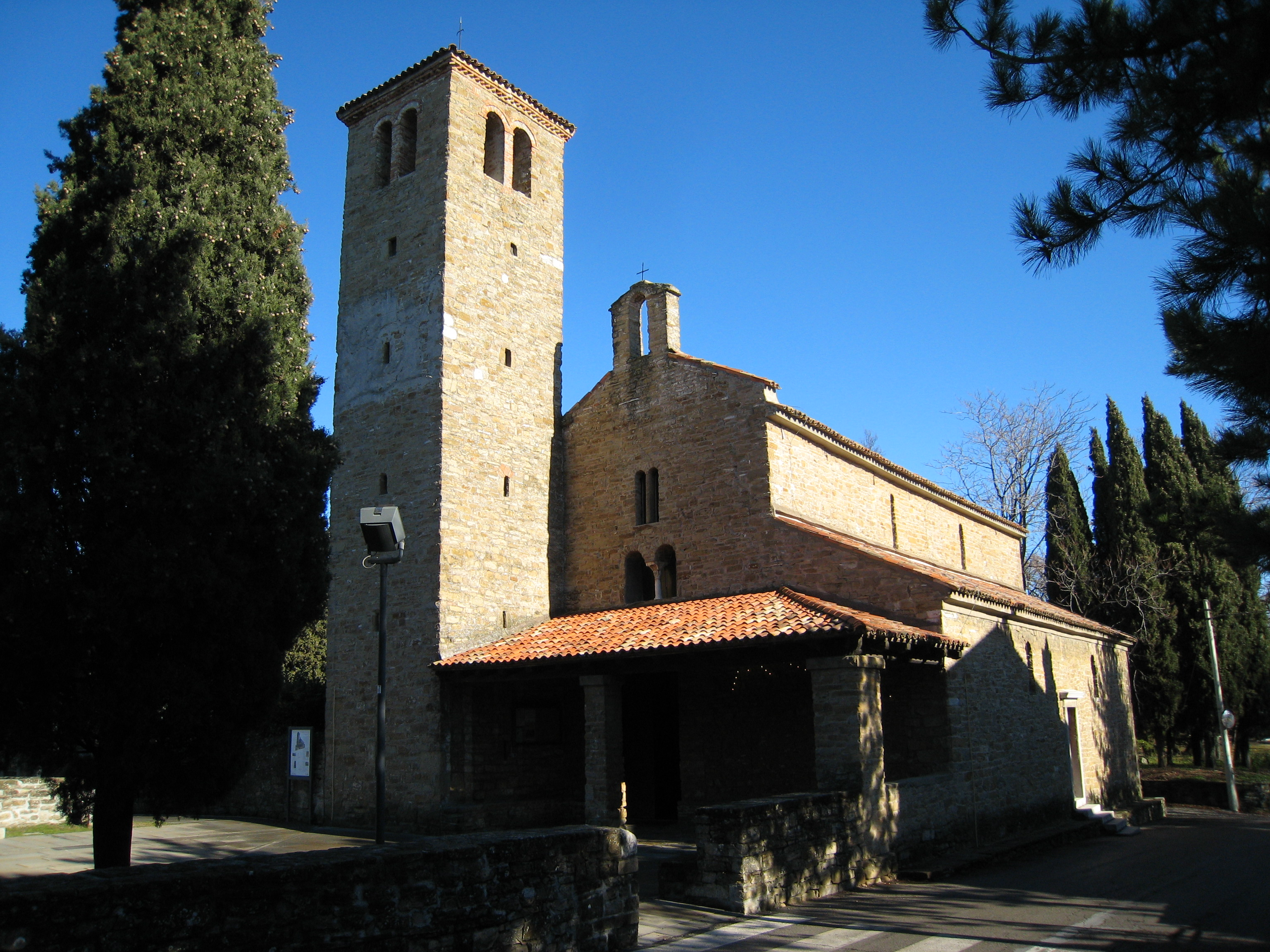
Basílica de Santa María Asunta, en Muggia Vecchia

La diócesis tiene 134 km² y extiende su jurisdicción sobre los fieles católicos de rito latino residentes en parte del ente de descentralización regional de Trieste en la región de Friul-Venecia Julia, comprendiendo las comunas de: Trieste, Muggia, San Dorligo della Valle y Monrupino.

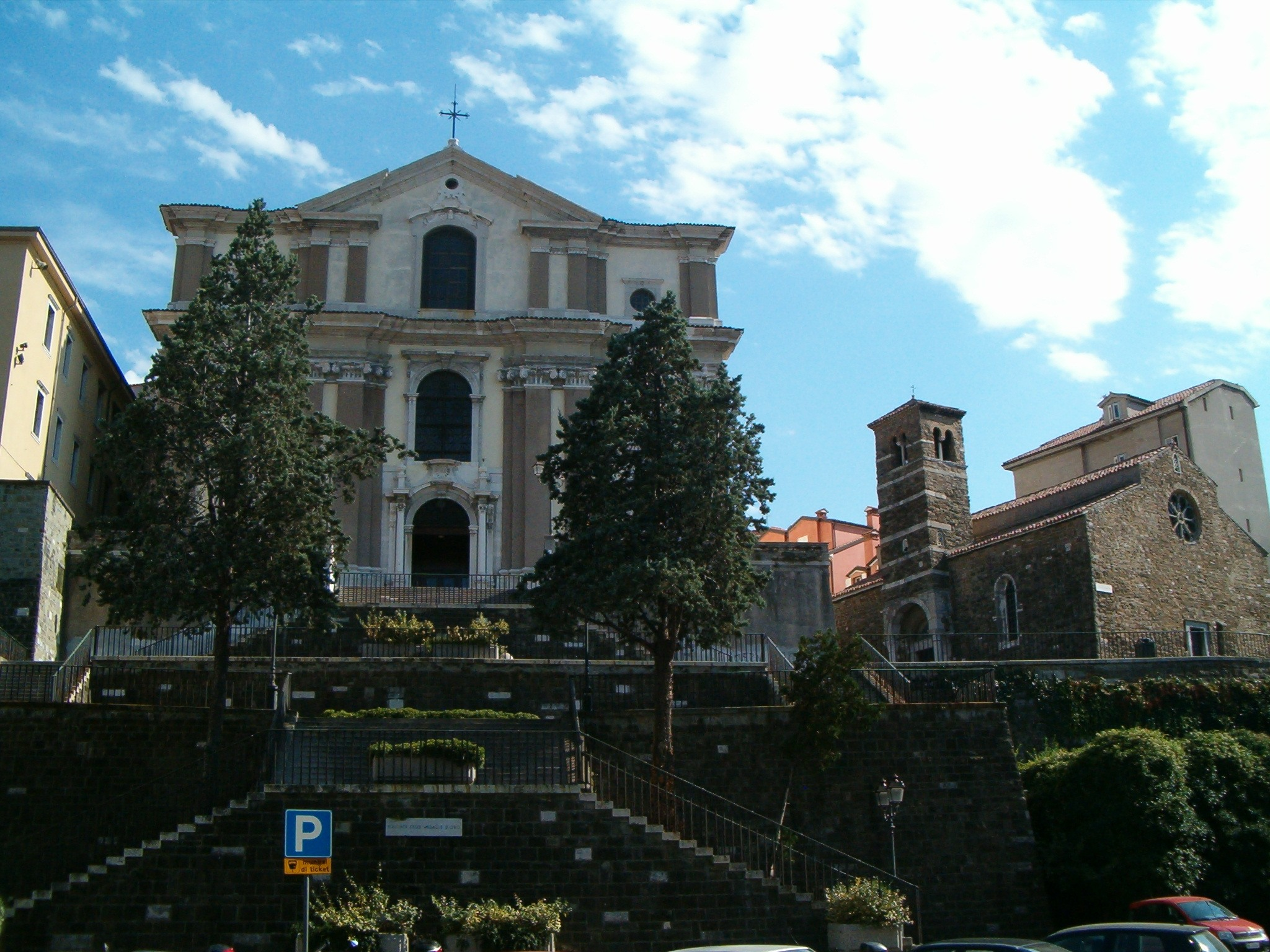
Santuario de Santa María la Mayor, en Trieste

La sede de la diócesis se encuentra en la ciudad de Trieste, en donde se halla la Catedral basílica de San Justo Mártir y el santuario de Santa María la Mayor. En Muggia Vecchia se encuentra la basílica de Santa María Asunta.
En 2022 en la diócesis existían 60 parroquias agrupadas en 8 decanatos:
- Gesù Divino Operaio (sede: Piano di Sant'Anna)
- Muggia (sede: Muggia)
- Opicina (sede: Opicina)
- Roiano (sede: Roiano)
- Sant'Antonio Taumaturgo (sede: iglesia de San Antonio Taumaturgo, Trieste)
- San Giacomo (sede: San Giacomo, Trieste)
- San Giusto (sede: Catedral de San Justo, Trieste)
- San Vincenzo de' Paoli (sede: iglesia de San Vincenzo, Trieste)

## Historia
Trieste se convirtió en sede episcopal hacia finales del siglo VI: el primer obispo documentado es Frugifero, que fue obispo de Trieste en la época del emperador Justiniano I, y más precisamente entre 542 y 565. Inicialmente fue sufragánea del patriarcado de Aquilea; pero en el momento del cisma de los Tres Capítulos (579), habiéndose unido al cisma, pasó a formar parte de la jurisdicción del patriarcado de Grado. El obispo Firmino abjuró del cisma y por este motivo recibió cartas de elogio y aprobación de Gregorio Magno.
Entre el Bajo Imperio y la Alta Edad Media el territorio diocesano se redujo con la erección de las diócesis de Diócesis de Cittanova, de Pedena y de Capodistria.
A partir del año 948 los obispos obtuvieron el poder temporal del rey Lotario II quien concedió a la diócesis la independencia de la corona, para el territorio hasta tres millas fuera de las murallas de la ciudad. Renunciaron formalmente a él en 1236, aunque las luchas con el municipio continuaron durante todo el siglo XIV.
En 1180 el patriarca de Grado renunció a la jurisdicción metropolitana sobre las sedes istrianas y julianas, y así Trieste volvió a ser sufragánea del patriarcado de Aquilea.
El obispo Ulrico De Portis (mediados del siglo XIII) vendió al municipio de Trieste el derecho a elegir jueces, el derecho al diezmo y el derecho a acuñar moneda. A finales de siglo, el obispo Brissa de Toppo puso fin al período de poder temporal de los obispos vendiendo los derechos políticos restantes por 200 piezas de plata.
La construcción de la iglesia capitolina de San Justo se debe al obispo Rodolfo Morandino de Castello Rebecco (1304-1320) .
A lo largo de la Edad Media, el derecho a elegir al obispo pertenecía al cabildo catedralicio. En 1459 se concedió al emperador el derecho de elección.
En el siglo XVI, las ideas del luteranismo se difundieron en Trieste, pero después del Concilio de Trento la diócesis volvió plenamente a la ortodoxia católica, gracias a la obra del obispo Nicolò Coret (1575-1591), temible adversario de los luteranos, y al apostolado de los capuchinos y los jesuitas, presentes respectivamente desde 1617 y 1619.
En 1719 Trieste se convirtió en puerto libre y experimentó un rápido crecimiento con el asentamiento de creyentes de muchas religiones.
Tras la supresión del patriarcado de Aquilea en 1751, pasó a ser sufragánea de la arquidiócesis de Gorizia.
En 1784 la diócesis de Trieste sufrió numerosas transferencias territoriales con el objetivo de hacer coincidir su territorio con las fronteras políticas. Partes del territorio diocesano de Trieste pasaron a las diócesis de Cittanova, Capodistria, Parenzo y Liubliana. Por otra parte, incorporó partes de Istria que pertenecían a las diócesis de Poreč y Pula y la garganta de Prosecco, que pertenecía a la arquidiócesis de Gorizia.
El 8 de marzo de 1788 la diócesis fue suprimida mediante la bula Super specula del papa Pío VI y su territorio incorporado al de Gradisca, erigida el 19 de agosto del mismo año. Sin embargo, después de sólo tres años, el 12 de septiembre de 1791 fue restablecida con la bula Ad supremum del mismo pontífice y hecha sufragánea de la arquidiócesis de Liubliana. La diócesis de Pedena , también suprimida en 1788, quedó incorporada al territorio de Trieste. El 19 de agosto de 1807 pasó inmediatamente a estar bajo la jurisdicción de la Santa Sede.
El 30 de junio de 1828, mediante la bula Locum beati Petri del papa León XII, las diócesis de Trieste y Capodistria se unieron aeque principaliter. Al mismo tiempo, la diócesis de Cittanova fue abolida e incorporada a la de Trieste, que adquirió también 11 parroquias que pertenecían a la diócesis de Parenzo y 1 a la diócesis de Gorizia (Prosecco). Dos años más tarde, el 27 de julio de 1830, volvió a ser sufragánea de la arquidiócesis de Gorizia mediante la bula Insuper eminenti Apostolicae dignitatis del papa Pío VIII.
Desde 1867 hasta el colapso del Imperio austrohúngaro, los obispos de Trieste fueron miembros de la Cámara de los Lores de Austria, el senado imperial.
En 1919 el obispo Andrej Karli, esloveno, dimitió tras un ataque de un grupo de irredentistas. Ese mismo año, en la cátedra de Trieste ocupará el obispo italiano Angelo Bartolomasi, después de casi noventa años de episcopados esloveno, alemán y croata.
El 25 de abril de 1925 cedió una porción de territorio con el fin de establecer la diócesis de Fiume. Otra porción de territorio fue cedida a Fiume en 1934. En compensación, el 20 de febrero de 1932, siguiendo la bula Quo Christi fideles del papa Pío XI, incorporó el decanato de Postumia, que pertenecía a la diócesis de Liubliana.
El obispo Luigi Fogar, por su oposición al régimen fascista, tuvo que dimitir en 1936.
Después de la Segunda Guerra Mundial, a raíz del tratado de paz del 10 de febrero de 1947, una gran parte del territorio diocesano quedó en territorio yugoslavo. Las zonas en territorio esloveno y croata fueron por tanto confiadas a dos administradores apostólicos ad nutum Sanctae Sedis.
En el difícil y tenso clima de la posguerra, en junio de 1947, Antonio Santin sufrió un violento atentado en Capodistria; La Congregación Consistorial tuvo que intervenir oficialmente, recordando que según el derecho canónico, quienes cometieran estos actos de violencia incurrirían en excomunión.
En 1958 la diócesis de Trieste se amplió con la adquisición de pequeñas porciones de territorio de la arquidiócesis de Gorizia.
El 17 de octubre de 1977, dos años después del Tratado de Osimo, mediante la bula Prioribus saeculi del papa Pablo VI, las diócesis de Trieste y Capodistria fueron separadas y convertidas en autónomas. Al mismo tiempo, se introdujeron cambios territoriales para hacer coincidir los territorios de las dos diócesis con los de los Estados.

## Estadísticas
Según el Anuario Pontificio 2023 la diócesis tenía a fines de 2022 un total de 213 250 fieles bautizados.
| Año                                                                             | Población            | Población | Población      | Sacerdotes | Sacerdotes    | Sacerdotes    | Bautizados por sacerdote | Diáconos permanentes | Religiosos | Religiosos | Parroquias |
| Año                                                                             | Bautizados católicos | Total     | % de católicos | Total      | Clero secular | Clero regular | Bautizados por sacerdote | Diáconos permanentes | Varones    | Mujeres    | Parroquias |
| ------------------------------------------------------------------------------- | -------------------- | --------- | -------------- | ---------- | ------------- | ------------- | ------------------------ | -------------------- | ---------- | ---------- | ---------- |
| 1950                                                                            | 370 000              | 380 000   | 97.4           | 230        | 165           | 65            | 1608                     |                      | 90         | 510        | 59         |
| 1970                                                                            | 300 000              | 310 000   | 96.8           | 262        | 187           | 75            | 1145                     |                      | 98         | 571        | 53         |
| 1980                                                                            | 273 500              | 284 700   | 96.1           | 233        | 150           | 83            | 1173                     |                      | 102        | 565        | 56         |
| 1990                                                                            | 247 500              | 253 346   | 97.7           | 213        | 137           | 76            | 1161                     | 4                    | 90         | 331        | 60         |
| 1999                                                                            | 219 715              | 237 289   | 92.6           | 174        | 112           | 62            | 1262                     | 6                    | 71         | 245        | 60         |
| 2000                                                                            | 242 000              | 251 500   | 96.2           | 184        | 119           | 65            | 1315                     | 7                    | 76         | 245        | 60         |
| 2001                                                                            | 217 818              | 236 253   | 92.2           | 180        | 120           | 60            | 1210                     | 8                    | 75         | 263        | 61         |
| 2002                                                                            | 217 818              | 236 253   | 92.2           | 159        | 110           | 49            | 1369                     | 10                   | 63         | 186        | 61         |
| 2003                                                                            | 217 818              | 236 253   | 92.2           | 180        | 115           | 65            | 1210                     | 9                    | 76         | 166        | 61         |
| 2004                                                                            | 219 000              | 243 903   | 89.8           | 166        | 106           | 60            | 1319                     | 10                   | 66         | 182        | 60         |
| 2010                                                                            | 221 700              | 241 800   | 91.7           | 132        | 83            | 49            | 1679                     | 15                   | 58         | 174        | 60         |
| 2014                                                                            | 223 300              | 243 400   | 91.7           | 151        | 94            | 57            | 1478                     | 17                   | 63         | 139        | 59         |
| 2017                                                                            | 230 000              | 241 800   | 95.1           | 175        | 114           | 61            | 1314                     | 15                   | 69         | 126        | 60         |
| 2020                                                                            | 217 585              | 241 900   | 89.9           | 175        | 126           | 49            | 1243                     | 15                   | 55         | 110        | 60         |
| 2022                                                                            | 213 250              | 237 000   | 90.0           | 143        | 102           | 41            | 1491                     | 16                   | 46         | 87         | 60         |
| Fuente: Catholic-Hierarchy, que a su vez toma los datos del Anuario Pontificio. |                      |           |                |            |               |               |                          |                      |            |            |            |

## Episcopologio
- Frugifero † (circa mitad del siglo VI)[nota 1]
- Severo † (antes de 571/577-después de 587/590)
- Firmino † (antes de febrero de 602-después de junio de 603)
- Gaudenzio † (mencionado en 680)
- Gregorio? † (mencionado en 715)
- Giovanni? † (mencionado en 731)
- Giovanni? † (antes de 759-766 nombrado patriarca de Grado)
- Maurizio † (mencionado en 766)
- Fortunato? † (antes de 788-803 nombrado patriarca de Grado)
- Leone? † (mencionado en 804)
- Hildeger †
- Welderich †
- Heimbert †
- Severo † (mencionado en 827)
- Taurino † (mencionado en 911)
- Radaldo † (mencionado en 929)
- Giovanni † (antes de 948-después de 967)
- Pietro † (mencionado en 991)
- Ricolfo † (mencionado en 1006)
  - Giovanni? † (1015-1017)
- Adalgero † (antes de 1031-después de 1071)
- Eriberto † (antes de 1080-después de 1082)
- Erinicio † (mencionado en 1106)
- Artuico † (mencionado en 1115)
- Detemaro o Ditmaro † (antes de 1135-después de 1145)
- Bernardo † (antes de 1149-circa 1186 falleció)[nota 2]
- Enrico da Treviso † (1186-?)
- Lintoldo da Duino † (mencionado en 1188)
- Woscalco † (1190-después de 1192)[nota 3]
- Enrico Rapizza † (mencionado en 1201)
- Gerardo † (antes de 1203-después de 1212)
- Corrado Bojani di Pertica † (antes de 1216-1230 falleció)
- Leonardo † (antes de 1232-23 de noviembre de 1233 renunció)
- Ulrico De Portis † (1234-1253)
- Arlongo von Wocisperch † (17 de noviembre de 1254-1255 depuesto)
- Guareno di Cocania[nota 4] † (12 de marzo de 1255-?)
- Leonardo III † (mencionado en 1260)
- Arlongo di Viscogni † (circa 1261-circa 1281 falleció)[nota 5]
- Alvino De Portis † (1281-circa 1286 falleció)
- Brissa de Toppo † (19 de abril de 1287-circa 1299 falleció)
- Giovanni Della Torre † (1299-circa 1300 falleció)
- Rodolfo Pedrazzani † (antes de 1302-1304)[5]
- Rodolfo Morandino de Castello Rebecco † (1304-7 de marzo de 1320 falleció)[nota 6]
  - Giusto (o Gilone) da Villalata † (1320-1322) (obispo electo)
  - Gregorio Tanzi † (5 de julio de 1324-1327? falleció) (administrador apostólico)
- Guglielmo Franchi, O.F.M. † (25 de febrero de 1327-1329 o 1330 falleció)
- Pace (o Pasquale) da Vedano, O.P. † (18 de mayo de 1330-12 de agosto de 1341 falleció)
  - Giovanni Gremon † (1341) (obispo electo)
- Francesco d'Amelia † (19 de julio de 1342-7 de abril de 1346 nombrado obispo de Gubbio)
- Ludovico della Torre † (26 de junio de 1346-30 de marzo de 1349 nombrado obispo de Oleno)
- Antonio Negri † (30 de marzo de 1349-15 de enero de 1369 nombrado arzobispo de Candia)
- Angelo Canopeo † (15 de enero de 1369-1382 falleció)
- Enrico de Wildenstein, O.F.M. † (1383-12 de abril de 1396 nombrado obispo de Pedena)
- Simone Saltarelli, O.P. † (12 de abril de 1396-1408 falleció)
- Giovanni Ubaldini, O.S.B. † (antes del 30 de septiembre de 1408-9 de agosto de 1409 renunció[nota 7])
- Nicolò de Carturis, O.F.M. † (9 de agosto de 1409-13 de enero de 1416 falleció)
- Giacomo Balardi (o Arrigoni), O.P. † (10 de enero de 1418-11 de diciembre de 1424 nombrado obispo de Urbino)
- Martino Coronini † (11 de diciembre de 1424-1441 falleció)
- Niccolò Aldegardi † (29 de noviembre de 1441-4 de abril de 1447 falleció)
- Enea Silvio Piccolomini † (19 de abril de 1447-23 de septiembre de 1450 nombrado obispo de Siena, luego electo papa con el nombre de Pío II)
- Ludovico Della Torre † (1450-1451 falleció)
- Antonio Goppo † (3 de marzo de 1451-1485 falleció)
- Acacio de Sobriach † (9 de junio de 1486-1500 falleció)
  - Luca Rinaldi da Veglia † (17 de noviembre de 1501-30 de enero de 1502 renunció) (obispo electo)
- Pietro Bonomo † (5 de abril de 1502-4 de julio de 1546 falleció)[nota 8]
  - Francesco Rizzano † (1549)
- Antonio Paragües e Castillejo, O.S.B. † (21 de agosto de 1549-4 de noviembre de 1558 nombrado arzobispo de Cagliari)
- Giovanni Betta, O.S.B. † (3 de abril de 1560-15 de abril de 1565 falleció)
- Andrea Rapicio † (22 de agosto de 1567-31 de diciembre de 1573 falleció)
- Giacinto Frangipane † (1 de marzo de 1574-8 de noviembre de 1574 falleció)
- Nicolò Coret † (28 de febrero de 1575-10 de julio de 1590 falleció)
- Giovanni Wagenring † (22 de mayo de 1592-1597 o 1598 falleció)
- Ursino de Bertis † (7 de agosto de 1598-tra 25 agosto e 1 de septiembre de 1620 falleció)
- Rinaldo Scarlicchio † (5 de julio de 1621-13 de noviembre de 1630 nombrado obispo de Liubliana)
- Pompeo Coronini † (27 de enero de 1631-14 de marzo de 1646 falleció)
- Antonio Marenzi † (10 de septiembre de 1646-22 de octubre de 1662 falleció)
- Francesco Massimiliano Vaccano † (12 de marzo de 1663-15 de agosto de 1672 falleció)
- Giacomo Ferdinando Gorizzutti † (30 de enero de 1673-20 de septiembre de 1691 falleció)
- Giovanni Francesco Miller † (6 de octubre de 1692-23 de abril de 1720 falleció)
- Giuseppe Antonio Delmestri von Schönberg † (23 de abril de 1720 por sucesión-19 de febrero de 1721 falleció)
  - Sede vacante (1721-1724)[nota 9]
- Luca Sartorio Delmestri von Schönberg † (26 de junio de 1724-6 de noviembre de 1739 falleció)
- Leopoldo Giuseppe Petazzi † (30 de septiembre de 1740-15 de diciembre de 1760 nombrado obispo de Liubliana)
- Antonio Herberstein, C.R. † (6 de abril de 1761-2 de diciembre de 1774 falleció)
- Francesco Filippo d'Inzaghi † (24 de abril de 1775-15 de diciembre de 1788 nombrado obispo de Gradisca)
  - Sede suprimida (1788-1791)
- Sigismund Anton von Hohenwart, S.I. † (26 de septiembre de 1791-12 de septiembre de 1794 nombrado obispo de Sankt Pölten)
- Ignazio Gaetano da Buset † (27 de junio de 1796-19 de septiembre de 1803 falleció)
  - Sede vacante (1803-1821)
- Antonio Leonardis † (13 de agosto de 1821-14 de enero de 1830 falleció)
- Matteo Ravnikar † (30 de septiembre de 1831-20 de noviembre de 1845 falleció)
- Bartolomeo Legat † (21 de diciembre de 1846-12 de febrero de 1875 falleció)
- Juraj Dobrila † (5 de julio de 1875-13 de enero de 1882 falleció)
- Giovanni Nepomuceno Glavina † (3 de julio de 1882-1895 renunció[nota 10])
- Andrea Maria Sterk † (25 de junio de 1896-17 de septiembre de 1901 falleció)
- Franz Xaver Nagl † (9 de junio de 1902-19 de enero de 1910 renunció[nota 11])
- Andrej Karlin † (6 de febrero de 1911-15 de diciembre de 1919 renunció[nota 12])
- Angelo Bartolomasi † (15 de diciembre de 1919-11 de diciembre de 1922 nombrado obispo de Pinerolo)
- Luigi Fogar † (9 de julio de 1923-30 de octubre de 1936 renunció[nota 13])
- Antonio Santin † (16 de mayo de 1938-28 de junio de 1975 retirado)
  - Sede vacante (1975-1977)[nota 14]
- Lorenzo Bellomi † (17 de octubre de 1977-23 de agosto de 1996 falleció)
- Eugenio Ravignani † (4 de enero de 1997-4 de julio de 2009 retirado)
- Giampaolo Crepaldi (4 de julio de 2009-2 de febrero de 2023 retirado)
- Enrico Trevisi, desde el 2 de febrero de 2023